# Winfield (cigarro)
Winfield é uma marca de cigarro muito popular na Austrália e Nova Zelândia. É produzido sob licença da British American Tobacco Australia (BATA).
Patrocinou a equipe Williams da Fórmula 1 nos anos de 1998 e 1999. 